# Kanał Nadbrzeżny
Kanał Nadbrzeżny (niem. Küstenkanal) – żeglugowy kanał śródlądowy w północnych Niemczech, w kraju związkowym Dolna Saksonia, w pobliżu granicy z Holandią o długości 69,56 km. Łączy rzekę Hunte w Oldenburgu z Kanałem Dortmund-Ems, wykorzystującym fragment rzeki Ems, niedaleko miejscowości Dörpen. Kanał wykorzystywany jest do transportu węgla i torfu z Zagłębia Ruhry do Bremy. Dostępny jest dla statków o nośności do 1350 ton.
Nad kanałem położone są m.in. miejscowości: Oldenburg, Saterland, Surwold i Dörpen. Wzdłuż kanału, prawie na całej jego długości, przebiega droga krajowa B 401.

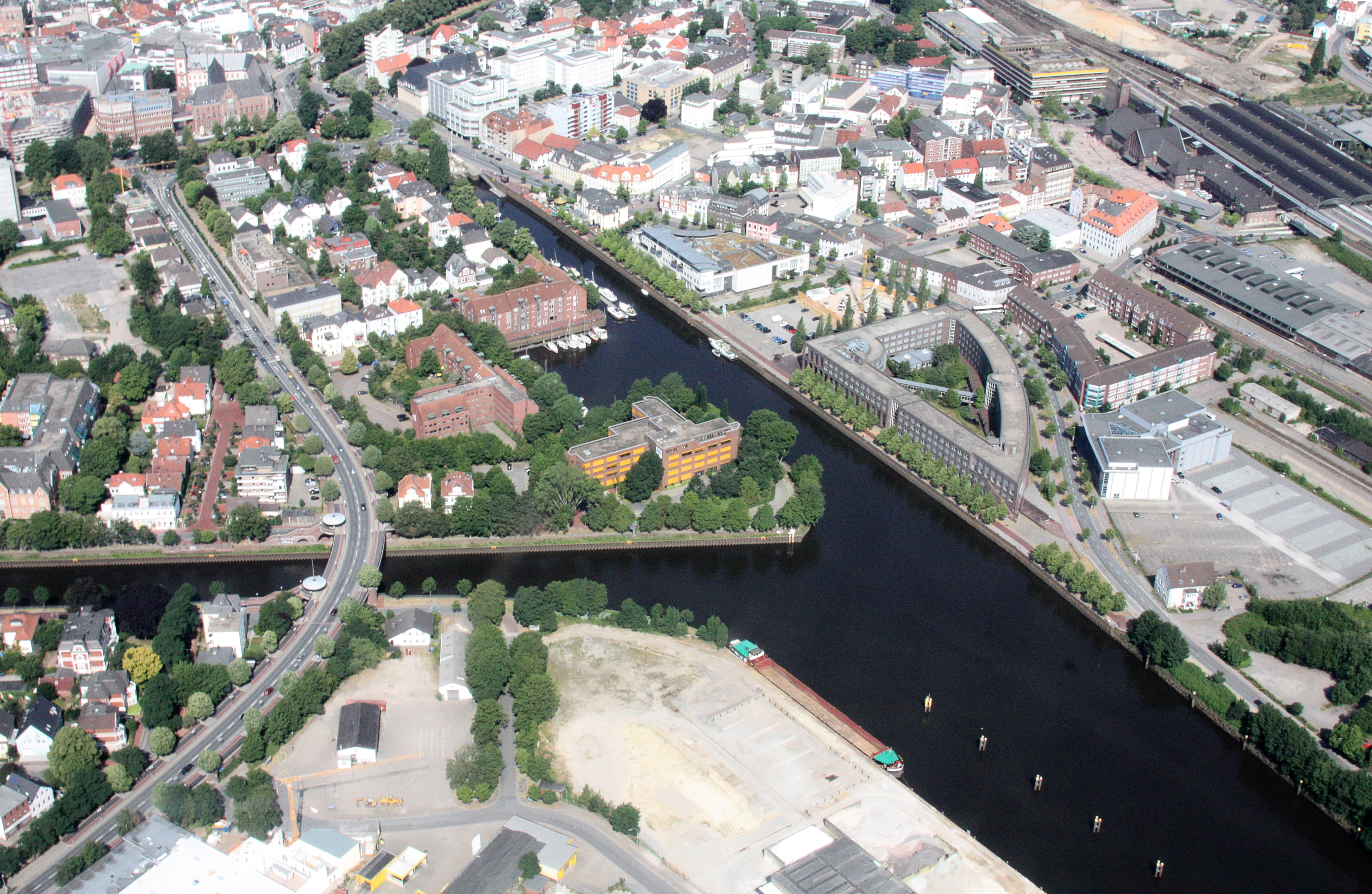
Początek kanału w Oldenburgu

## Historia
Kanał powstał w wyniku przebudowy kanału Hunte-Ems-Kanal, powstałego w latach 1855–1893. Wschodnia część, od miejscowości Kampe, została zaadaptowana do Kanału Nadbrzeżnego, natomiast część zachodnia do Elisabethfehnkanal. Pierwsze prace przy budowie rozpoczęto w 1922 roku. W 1935 roku kanał otwarto dla żeglugi. W kwietniu 1945 roku nad kanałem miały miejsce walki 1 Dywizji Pancernej pod dowództwem gen. Stanisława Maczka z armią III Rzeszy.

## Infrastruktura
Nad Kanałem Nadbrzeżnym przerzuconych jest 28 mostów, w tym dwa mosty przeznaczone wyłącznie dla pieszych w Süddorf i Ahrensdorf, oraz 2 wiadukty kolejowe. Dla regulacji poziomu wody wybudowano dwie śluzy: w Oldenburgu oraz w Dörpen. Pierwsza z nich została wybudowana w latach 1922–1928. Ma 105 m długości i 12 m szerokości. Różnica poziomów zależy od stanu wody w rzece Hunte – przy niskim poziomie wynosi 5,4 m.